# Melinda sumatrana
Melinda sumatrana är en tvåvingeart som först beskrevs av Malloch 1927.  Melinda sumatrana ingår i släktet Melinda och familjen spyflugor. Inga underarter finns listade i Catalogue of Life.